# Isola (album)
Isola is het derde album van de Zweedse band Kent. Het kwam uit in 1997 en werd op het Grammisgala tot het beste album van het jaar 1997 verkozen. Op 27 april 1998 volgde er ook een Engelse versie van het album, maar de verkoop hiervan kende buiten Scandinavië weinig succes.

## Nummers
1. Livräddaren
2. Om du var här
3. Saker man ser
4. Oproffessionell
5. OWC
6. Celsius
7. Bianca
8. Innan allting tar slut
9. Elvis
10. Glider
11. 747

### Engelse versie
1. Lifesavers
2. If you were here
3. Things she said
4. Unprofessional
5. OWC
6. Celsius
7. Bianca
8. Before it all ends
9. Elvis
10. Velvet
11. Glider
12. 747